# 回折

平面波がスリットから回折する様子を波面で表わした模式図

回折（かいせつ、英: diffraction）とは、媒質や空間を伝わる波が、障害物の背後など、一見すると幾何学的には到達できない領域に回り込んで伝わっていく現象のことを言う。
1665年にイタリアの数学者・物理学者であったフランチェスコ・マリア・グリマルディにより初めて報告された。
障害物に対して波長が大きいほど回折角（障害物の背後に回り込む角度）は大きい。
回折は音波、水の波、電磁波（可視光やX線など）を含むあらゆる波について起こる。単色光を十分に狭いスリットに通しスクリーンに当てると回折によって光のあたる範囲が広がる。また、スリットが複数の場合や単一でも波長より広い場合、干渉によって縞模様ができる。この現象は、量子性が顕著となる粒子のビーム（例：電子線、中性子線など）でも起こる（参照：物質波）。

## 結晶回折
電子線や中性子線などを結晶などに当てて得られる回折図形から結晶構造の解析を行うことができる。これは電磁波であるX線でも同様な結晶構造の解析を行うことができる。それぞれ電子回折法、中性子回折法、X線回折法として結晶構造の解析手法が確立されている。

## 写真撮影
写真撮影においても、絞りを小さく絞ると光の回折現象により画像の鮮明さが低下する。この現象については「小絞りボケ」の項を参照されたい。

## レーザーの伝播
レーザーは伝播する際に、回折によりその変化の仕方が決まる。レーザーの出力ミラーが開口部になっており、その開口部によって光線の形は決定される。それ故に、出力の光線が小さいほど光線は早く分岐することになる。ダイオードのレーザーがHe-Neレーザーよりも大きく分かれるのはこれが原因である。
しかし逆に、このレーザーの放散は抑えることができる。まずレーザー光を、凸レンズを用いて拡張させる。次に二つ目の凸レンズでレーザー光を平行になおす。このとき焦点は一つ目のレンズに合うようにする。この結果、レーザーの開口部が大きくなるので、光線の放散は抑えられる。

## 回折格子
回折格子は、標準的な回折の可視的要素である。格子により回折が起こった光の形は、格子の成分の構造と数によって決まるが、すべての縞には限界強度が存在し、角度 {\displaystyle \theta _{\mathrm {m} }} のとき以下の方程式により与えられる。
{\displaystyle d\left(\sin {\theta _{\mathrm {m} }}-\sin {\theta _{\mathrm {0} }}\right)=m\lambda }
このとき {\displaystyle \theta _{\mathrm {0} }} は光の入射角、{\displaystyle d} は格子成分の同士の距離、そして {\displaystyle m} は正負の整数を表す。回折が起こった光は、回折格子の各成分により回折が起こった光が合わさることで観察され、本質的には回折と干渉パターンの畳み込みである。

## 回折限界
1873年にエルンスト・アッベによって光学顕微鏡の分解能を高めることは困難であること以下の式により示された。
光の波長:λ、媒体の屈折率:n 、入射角: {\displaystyle \theta } 、開口数:NA
{\displaystyle d={\frac {\lambda }{2n\sin \theta }}={\frac {\lambda }{2\mathrm {NA} }}}
従来の幾何光学系では回折限界のため光学顕微鏡の分解能は200ナノメートルが限界とされてきた。近年、この限界を超える超解像顕微鏡が徐々に普及しつつある。また、集積回路の製造においてはステッパーで使用される光源の波長が短い程、微細化が可能になるが、実用的な波長を短くする事には限界があるので液浸により屈折率を高めたり、開口数を大きくすると分解能が向上する。

## 分類
障害物（または開口）の大きさと、波源・観測点から障害物までの距離によって、2種類に分類できる。
- フラウンホーファー回折：障害物から無限大の距離にあるとき。入射波と回折波が、平面波として考えられる。
- フレネル回折：障害物から有限の距離にあるとき。入射波と回折波の両方または片方が、平面波と考えられない。

## 理論
回折についての理論は、一回散乱のみを考慮した運動学的回折理論と、多重散乱を考慮した動力学的回折理論がある。
X線回折と中性子回折は散乱断面積が小さいため運動学的回折理論で多くが扱えるが、電子回折では散乱断面積が大きいため動力学的回折理論で取り扱う必要が出てくる。

## 工業製品
近年、製造業を中心に当現象を活用した工業製品が数を増やす。以下では一例を紹介。
- ㈱日立ハイテク　・・・　X線回折装置（XDR)

- パルステック工業㈱　・・・　X線残留応力測定装置、熱処理硬化層深さ測定装置

- ㈱島津製作所　・・・　平面回折格子、凹面回折格子